# Edvard Collin
Edvard Collin, född den 2 november 1808 i Köpenhamn, död där den 10 april 1886, var en dansk ämbetsman. Han var son till Jonas Collin den äldre och far till Jonas Collin den yngre.
Edvard Collin, som var avdelningschef i finansministeriet 1848–1864, är mest känd som H.C. Andersens ungdomsvän och förtrolige rådgivare och för sitt stora intresse för dansk litteratur. Han samlade ett bibliotek på 25 000 band, utarbetade en mycket förtjänstfull bibliografisk monografi, Anonymer og Pseudonymer i den danske, norske og islandske Literatur etc. indtil 1860 (1869) och skrev dessutom H. C. Andersen og det collinske Huus (1882), innehållande en levnadsskildring av fadern.